# Emil Kenzjisarijev
Emil Kenzjisarijev (ryska: Эми́ль Рина́тович Кенжисари́ев, Emil Rinatovitj Kenzjisarijev), född 26 mars 1987 i Frunze, Kirgiziska SSR, är en kirgizisk fotbollsspelare som för närvarande spelar för Premjer Ligasy-klubben FK Aktobe som försvarare. Han har även spelat för Kirgizistans herrlandslag i fotboll.

## Karriär

### Klubb
Kenzjisarijev debuterade i den kirgiziska ligan år 2003 som spelare i klubben Olimpija Bisjkek. Han gick därefter till klubben Abdysj-Ata och utsågs till landets bästa spelare år 2004. Vid det sjunde asiatiska mästerskapet i futsal som ägde rum mellan den 22 maj och 4 juni 2005 var Kenzjisarijev en del av Kirgizistans landslag. Turneringen ägde rum i Ho Chi Minh-staden i Vietnam och där lyckades han med Kirgizistan ta sig till semifinalen. Efter att ha tagit studenten sommaren 2005 flyttade han till Kazakstan och FK Tsesna. År 2006 gick han till FK Astana-64 och spelade där i ett år. Därefter spelade han för FK Aktobe i tre år, mellan år 2008 och 2011 innan han år 2012 flyttade till Uzbekistan och Olij Liga-klubben Bunjodkor.

### Landslag
Mellan år 2004 och 2006 spelade Kenzjisarijev tre vänskapsmatcher för Kirgizistans herrlandslag i fotboll. Kenzjisarijev sade dock i en intervju att han helst skulle vilja spela för Kazakstan.

### Statistik
Uppdaterad: 16 mars 2012
| Säsong    | Lag             | Land        | Division | Matcher | Mål |
| --------- | --------------- | ----------- | -------- | ------- | --- |
| 2003      | Abdisj-Ata Kant | Kirgizistan | 1        | 0       | 0   |
| 2004      | Abdisj-Ata Kant | Kirgizistan | 1        | 32      | 15  |
| 2005      | Abdisj-Ata Kant | Kirgizistan | 1        | 14      | 6   |
| 2005      | FK Tsesna       | Kazakstan   | 2        | 10      | 6   |
| 2006      | FK Astana       | Kazakstan   | 1        | 29      | 2   |
| 2007      | FK Astana       | Kazakstan   | 1        | 29      | 6   |
| 2008-2011 | FK Aktobe       | Kazakstan   | 1        | 55      | 7   |
| 2012      | Bunjodkor       | Uzbekistan  | 1        | 2       | 0   |

## Meriter

### Lag
- Vinnare av Premjer Ligasy: 2006, 2008 och 2009
- Vinnare av kazakiska cupen: 2008
- Vinnare av kazakiska supercupen: 2008, 2010

### Personliga
- Årets fotbollsspelare i Kirgizistan: 2004
- Skyttekung i OSS-cupen: 2010 (6 mål)
- Topp-30 spelare i Premjer Ligasy: 2011[4]

## Privatliv
År 2009 bytte Kenzjisarijev medborgarskap från kirgiziskt till kazakiskt.

### Fotnoter
1. ↑  Ljachov, Aleksandr. ”КЕНЖИСАРИЕВ МОЖЕТ ИГРАТЬ ЛИШЬ ЗА ОДНУ СБОРНУЮ - СБОРНУЮ КЫРГЫЗСТАНА”. kaz-football.kz. http://www.kaz-football.kz/09/review/kenzhisariyev.shtml. (ryska)
2. ↑  ”Кенжисариев стал футболистом «Бунедкора»”. fanatik.kz. 31 januari 2012. Arkiverad från originalet den 2 februari 2012. https://web.archive.org/web/20120202103039/http://www.fanatik.kz/people/user/140/blog/4157/. (ryska)
3. ↑  Lebedev, Oleg (21 december 2009). ”Эмиль Кенжисариев: «Я уже неоднократно говорил, что хотел бы выступать в сборной Казахстана»”. sports.kz. http://www.sports.kz/news.php?id=0000005799&type=main&st=0000000010. (ryska)
4. ↑  ”НФЛ определила 33 лучших футболиста Премьер-лиги” (på ryska). KFF. Arkiverad från originalet den 6 december 2013. https://web.archive.org/web/20131206055304/http://kff.kz/rus/news/971/.
5. ↑  Kravtjenko, Artem (5 oktober 2010). ”Эмиль Кенжисариев: «Врагу не пожелаешь того, что произошло в Киргизии»” (på ryska). sports.kz. http://www.sports.kz/news.php?id=0000007347&type=main&st=0000000010.